# ویکرز وی‌سی۱۰

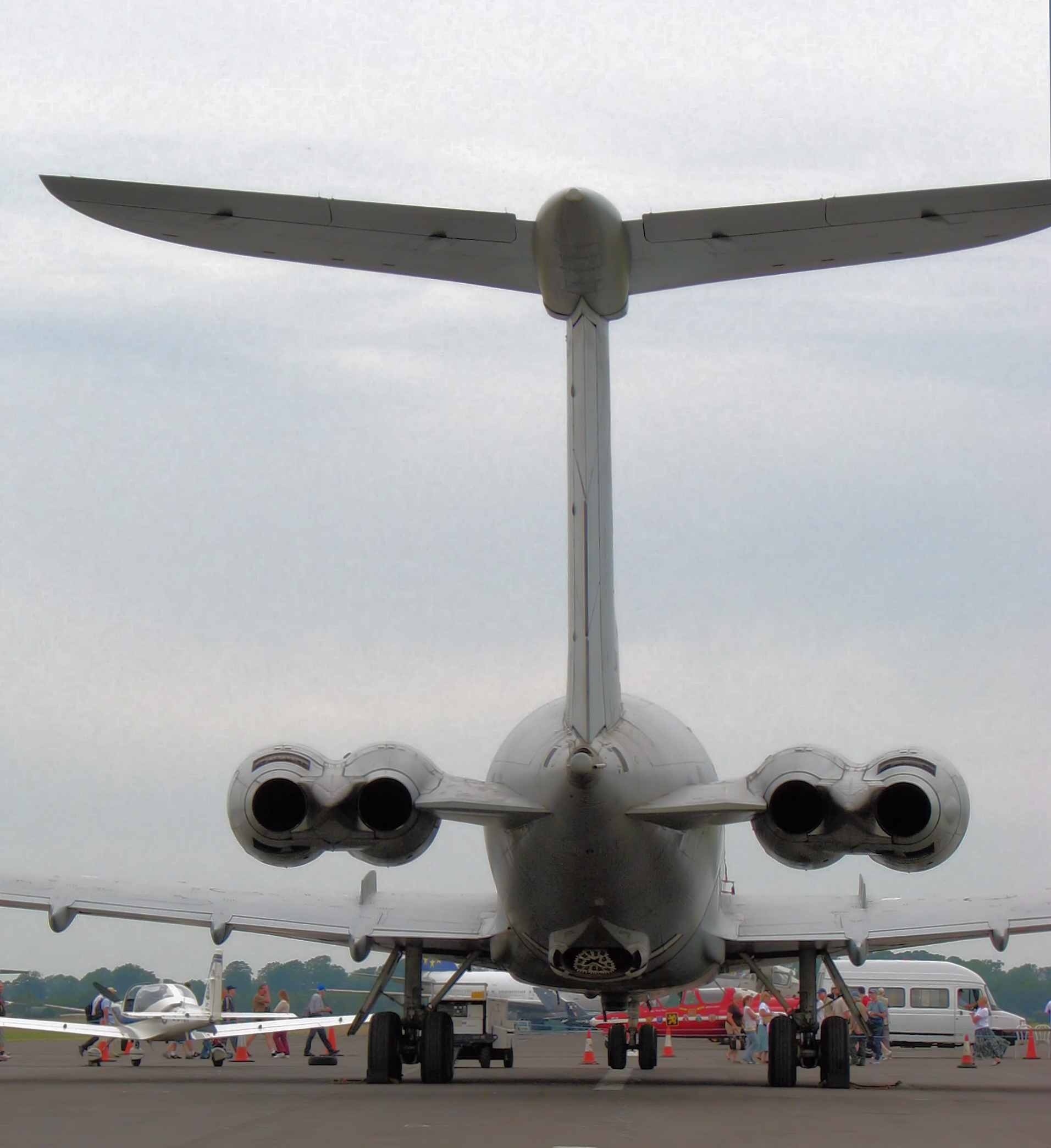
ویکرز وی‌سی۱۰ از نمای عقب و موقعیت چهار موتور آن.

ویکرز وی‌سی۱۰ (به انگلیسی: Vickers VC10) یک هواپیمای جت بریتانیایی با برد متوسط می‌باشد که توسط شرکت ویکرز-آرمسترانگز طراحی و ساخته شده‌است و اولین بار در سال ۱۹۶۲ در ساری (انگلستان) به پرواز درآمد. این هواپیمای مسافربری برای پرواز در فواصل دور طراحی شده بود. عملکرد VC10 طوری بود که سریعترین عبور از روی اقیانوس اطلس توسط یک هواپیمای جت را به دست آورد، رکوردی که تا کنون برای هواپیمای زیر صوتی به طول انجامید ۵ ساعت و ۱ دقیقه است. تنهای هواپیمای زبر صوت کنکورد از آن سریعتر است. VC10 را اغلب با هواپیمای ساخت شوروی ایلیوشین ایل-۶۲ که از آن بزرگتر است مقایسه می‌کنند که هر دو نوع آن تنها هواپیمای مسافربری هستند که از چهار ردیف موتور عقب استفاده می‌کند. هواپیمای کوچک جت تجاری لاکهید جت‌استار نیز این نوع آرایش موتور را دارد.

## مشخصات
ویکرز وی‌سی۱۰ دارای چهار موتور توربوفن در دو سوی انتهای بدنه است. موتورها دو به دو در کنار هم قرار گرفته‌اند.
- خدمه: ۴ نفر + ۳ مهماندار
- فاصله نوک دو بال: ۴۴٫۵۵ متر
- طول: ۴۸٫۳ متر
- ارتفاع: ۱۲٫۰۴ متر
- ظرفیت مسافر: ۱۵۱ نفر
- بیشینه سرعت: ۹۳۳ کیلومتر بر ساعت
- محدوده پرواز: ۹۴۱۵ کیلومتر
- سقف پرواز: ۱۳۰۰۰ متر